# Papas fritas
Las papas fritas (en Hispanoamérica) o patatas fritas (en España), también conocidas como papas a la francesa, son un plato de patatas que se cocinan mediante fritura (en aceite o grasa caliente) hasta que queden doradas y crujientes. Pueden consumirse solas o condimentadas con sal, kétchup, mayonesa u otras salsas. A menudo se sirven como acompañante de platos de carne, como hamburguesas, milanesas, filetes, pescado frito, pollo frito, salchichas, albóndigas, etc. 
También reciben este nombre las que se venden ya fritas en bolsas para aperitivo. Son muy crujientes y normalmente se presentan en forma de rodajas.
Las papas fritas tipo ''chips'', es decir, las que están cortadas en forma redonda y delgada, surgieron en un restaurante llamado Moon Lake Lodge's, en Saratoga Springs, Nueva York, en 1853. El chef de dicho restaurante, George Crum ("El inmortal"), ante las continuas quejas de un cliente habitual que siempre lo recriminaba por no cortar las papas fritas lo suficientemente finas, decidió darle una lección cortándolas excesivamente delgadas, de manera que no pudieran pincharse con el tenedor. El resultado fue todo lo contrario al esperado, el cliente quedó sorprendido y completamente satisfecho. Pronto todos los clientes empezaron a pedir aquella nueva y extraña especialidad, a la que bautizaron como Saratoga Chips. El éxito fue creciendo y, en 1920, se inventó la primera máquina mondadora de papas, con lo que las papas tipo chips comenzaron a ser exactamente como se conocen en la actualidad.[cita requerida]

## Historia

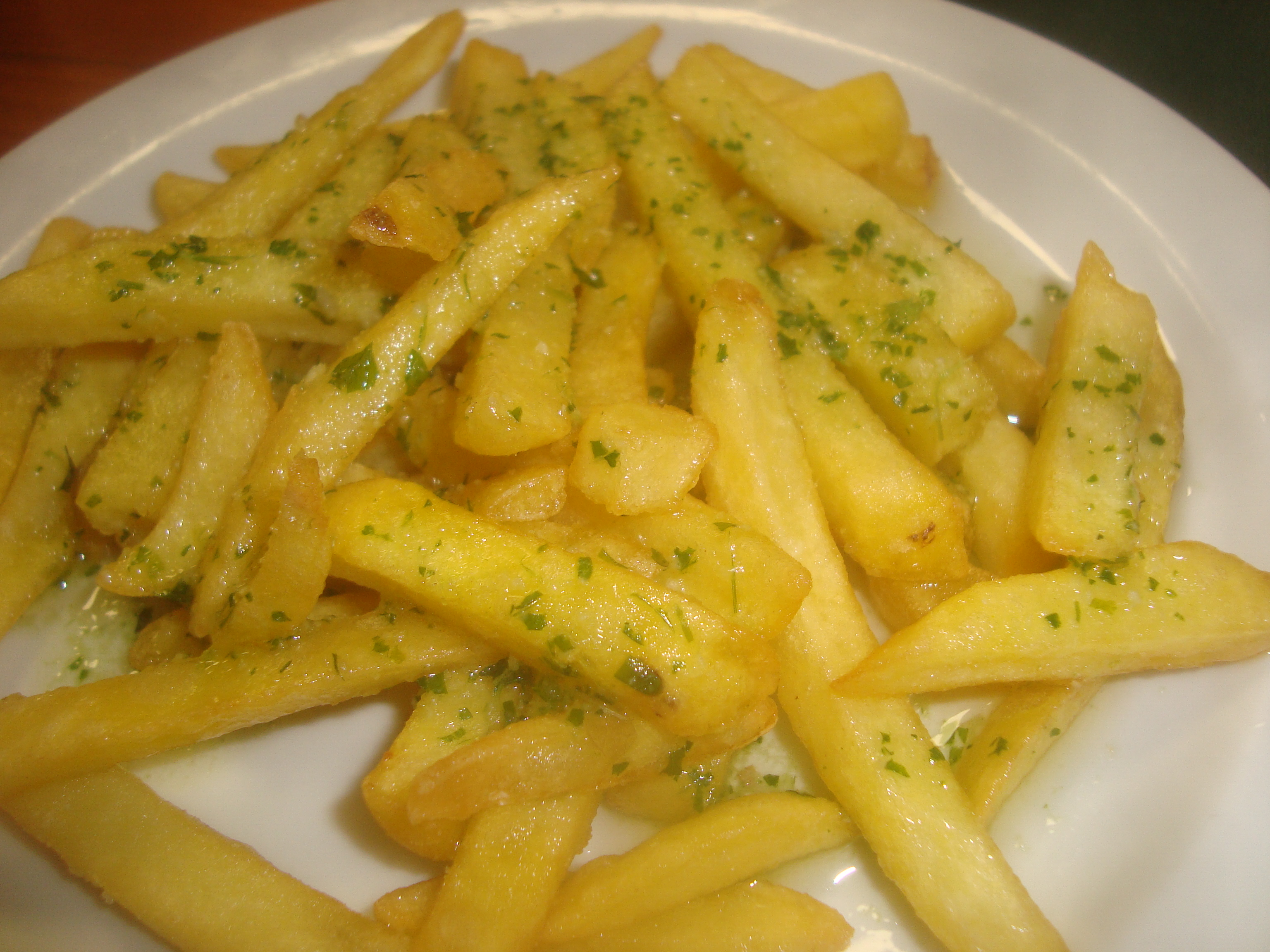
Patatas fritas con salsa valenciana de ajo y perejil

Existe una disputa entre franceses y belgas sobre quien inventó las papas fritas. Los primeros indicios apuntan a  Santa Teresa de Ávila, quien posiblemente fue la primera persona en freír patatas como referencia a la tradición mediterránea.
Por otro lado, un estudio de 2024 asegura que en el libro Cautiverio feliz, redactado por Francisco Núñez de Pineda durante su época como prisionero por parte de mapuches en 1629, se menciona la preparación de patatas fritas en la ciudad de Nacimiento, en el sur de Chile. Otros, como el historiador gastronómico belga Pierre Leclercq, han trazado la historia de las papas fritas, quien afirma que «está claro que las papas fritas son de origen francés». Las papas fritas se mencionan por primera vez en 1775 en un libro parisino, y la primera receta de papas fritas modernas aparece en el libro de cocina francés La cuisinière républicaine en 1795. En el siglo XIX, se convirtieron en un plato emblemático de París. Frédéric Krieger, un músico bávaro, aprendió a cocinar papas fritas en un asador de la calle Montmartre de París en 1842, y se llevó la receta a Bélgica en 1844, donde crearía su negocio Fritz y vendería "la pomme de terre frite à l'instar de Paris", 'papas fritas a la parisina'. El estilo moderno de papas fritas nacido en París hacia 1855 es diferente de la papa frita doméstica que existía en el siglo XVIII.

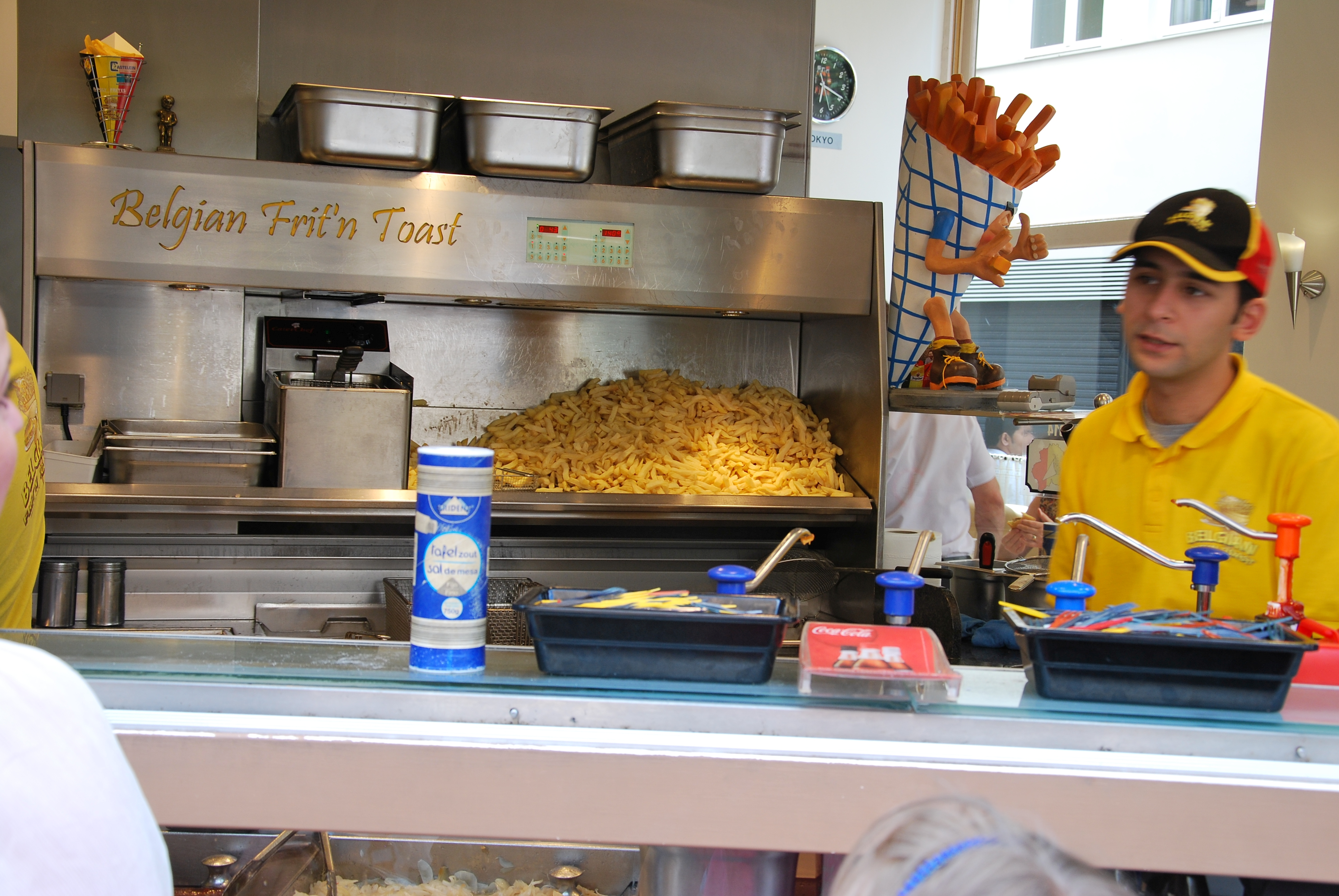
Un sitio de venta de patatas fritas belgas

Según la leyenda belga[cita requerida], de alrededor de 1850, en Bélgica, apareció la barra de papa. Monsieur Fritz (de ahí el nombre de las papas fritas, "frites" en francés), feriante de Bélgica, habría empezado a vender las barras de papa fritas durante las kermesses. fue el periodista belga Jo Gérard el que dijo haber encontrado un manuscrito de su abuelo Joseph Gérard donde se atestiguaba el uso.
En 1852, el floreciente comercio de Monsieur Fritz creció[cita requerida]. Este último cambió la choza de lona por un lujoso salón de degustación de madera con techos decorados, con capacidad para diez mesas. Había un gran número de personal que cortaba y servía papas fritas en platos de loza, por supuesto, pero también buñuelos de manzana y gofres. Los clientes lo degustaban todo con una cerveza a granel, vino, coñac o un licor. El material estaba a la altura de las necesidades. Las papas se cortaban a máquina y se sumergían en uno de los ocho recipientes de mantequilla clarificada hirviendo en la estufa de gas. Este método de cocción requería mucha atención y precauciones, ya que no estaba exento de riesgos. Prueba de ello es el incendio ocurrido en una barraca de la feria de Lieja a partir de una gran caldera de grasa para papas fritas, en 1875[cita requerida].
Desde el punto de vista de los negocios, todo funcionó muy bien para Monsieur Fritz[cita requerida]. Como todo buen hombre del pueblo, se respetaba, comenzó a invertir en bienes raíces. Entre 1860 y 1861, adquirió tres casas en Lieja por un valor total de 32.000 francos, nueva prueba de la excelente salud de su comercio. Pero, sufriendo de una enfermedad de los pulmones, murió el 13 de noviembre de 1862 en Lieja, a la edad de 46 años. 29 Su muerte causó una gran conmoción en la población, ya que él personificaba a la vez el buen humor, el mérito, el éxito comercial y las populares papas fritas[cita requerida]. El 14 de noviembre, la feria, instalada en los bulevares de Avroy y de la Sauvenière, llevó el luto y un importante cortejo fúnebre partió hacia el cementerio de Robermont, donde Monsieur Fritz fue enterrado según el rito protestante[cita requerida]. 
El señor Fritz dejó una bella herencia a su esposa, Renée Florence Vilain, un negocio próspero y un nombre, el de Fritz, que llevó con tanta felicidad, que se acabó olvidando del fundador de la dinastía. Madame Fritz[cita requerida].
La argumentación, a priori, podía seducir. Se basaba en un manuscrito de 1781 redactado por Joseph Gérard, un abuelo de Jo, y en el que leemos:
Los habitantes de Namur, Andenne y Dinant tienen la costumbre de pescar en el río Mosa el menú de los pececillos y freírlo para mejorar su comida, sobre todo entre los pobres. Pero cuando el hielo se apodera de los ríos y la pesca se vuelve peligrosa, los habitantes cortan patatas en forma de pequeños peces y las pasan a freír como estos. Me parece que esta práctica se remonta ya a más de cien años. » 13[cita requerida]
Como el manuscrito está fechado en 1781, nos lleva hacia 1680[cita requerida]. Así pues, la papa frita habría nacido al borde del Mosa, cerca de Namur, a finales del siglo XVII. Divulgada en las columnas del Por qué no?. Este descubrimiento sensacional tuvo un gran efecto. La prueba histórica de que la papa frita provenía de Bélgica se hizo y dio inicio a la gran batalla de la paternidad del palito dorado entre nuestro país y Francia. Aún hoy, los innumerables blogs y sitios web dedicados a la papa frita 14 retoman la interpretación de Jo Gérard sin el más mínimo pensamiento crítico.
Para hacer papas fritas, estamos de acuerdo, necesitamos papas. Ahora bien, el excelente trabajo de Fernand Pirotte nos enseña que la papa no fue introducida en Namur hasta alrededor de 1735[cita requerida]. Además, los cronistas informaron de un invierno particularmente severo entre 1739 y 1740. Apodado «el largo invierno», este último congeló el Mosa durante varios meses. 16 ¿Quizás fue en esta ocasión cuando los campesinos pobres cortaron las papas en forma de pececito en recuerdo de sus frituras de pescado? Pura suposición, por supuesto, pero que tiene el mérito de basarse en hechos.
En resumen, tenemos una fecha plausible. Los campesinos namureses probablemente cortaron sus papas en forma de barritas a partir de 1739, y no de 1680. Queda por determinar si estas barritas se pueden considerar como papas fritas[cita requerida].
Independiente de las discusiones en Europa acerca del origen de las papas fritas, es claro que su origen se remonta a América, lugar de origen de la papa, donde es plausible que se frieran papas desde muy antiguo. La primera referencia conocida a las papas fritas fue en el libro de 1673 ”Cautiverio feliz” de Francisco Nuñez de Pineda y Bascuñán, quien realiza la primera referencia conocida a las papas fritas al señalar una experiencia vivida en el Fuerte de Nacimiento, en el sur de Chile, durante un intercambio de prisioneros en 1629, donde se ofreció un plato muy especial a dos caciques, consistente en «papas fritas y guisadas». De esta forma la discusión sobre su origen en Europa queda fuera de lugar.

## Uso global

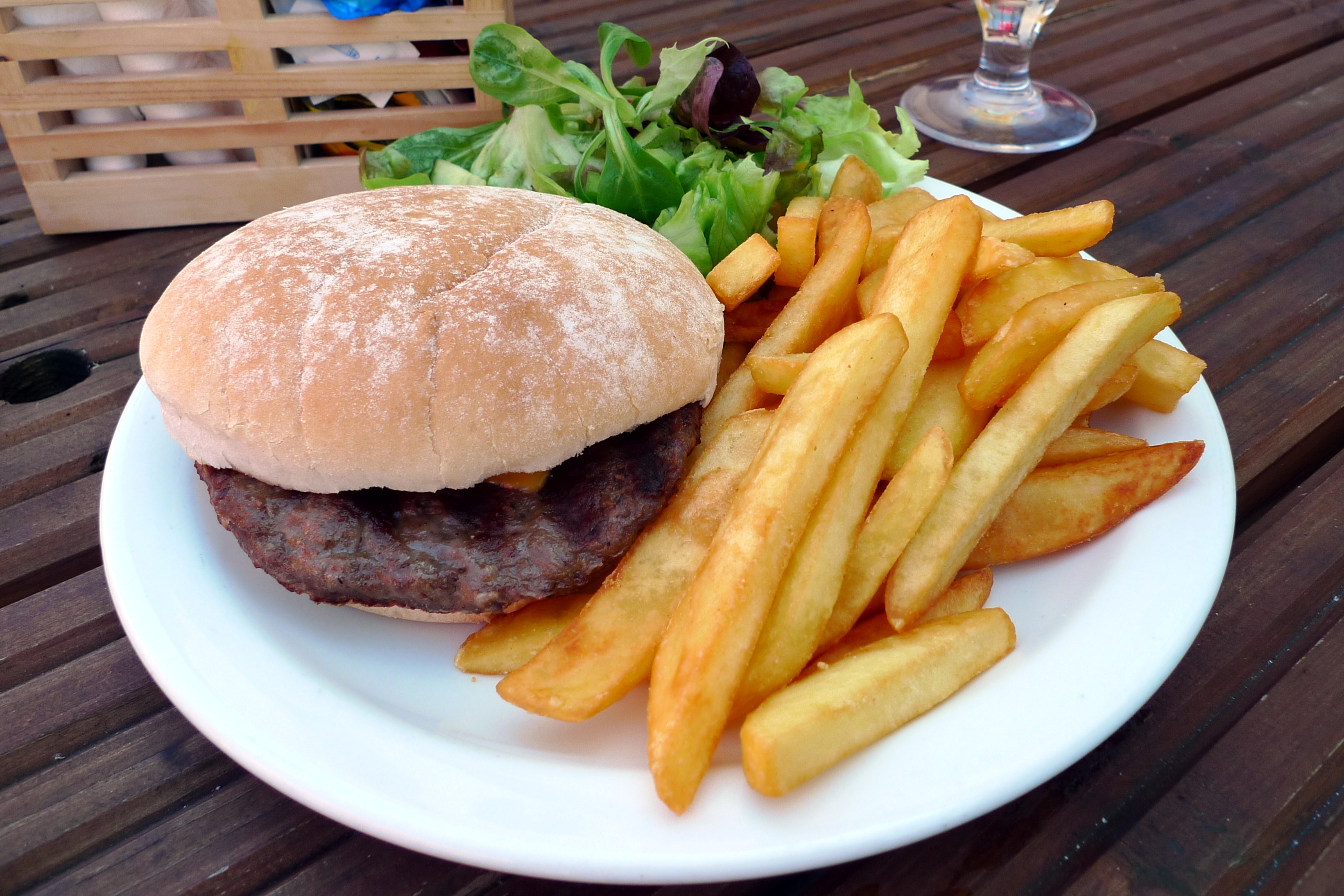
Una hamburguesa con patatas fritas crujientes

"Pommes frites" o simplemente "frites" (en francés), "frieten" (palabra utilizada en Flandes y las provincias del sur de los Países Bajos) o "patat" (utilizada en el norte y el centro de los Países Bajos) se convirtieron en el aperitivo nacional y en parte sustancial de varios platos nacionales, como Moules-frites o Steak-frites. Las papas fritas son muy populares en Bélgica, donde se conocen como frieten (en neerlandés) o frites (en francés), y en los Países Bajos, donde entre las clases trabajadoras se conocen como patat en el norte y, en el sur, friet(en).  En Bélgica, las papas fritas se venden en tiendas llamadas friteries (francés), y frietkot/frituur (neerlandés belga), snackbar (neerlandés en los Países Bajos) o Fritüre/Frittüre (alemán). Se sirven con una gran variedad de salsas belgas y se comen solas o acompañadas de otros aperitivos. Tradicionalmente, las papas fritas se sirven en un cornet de frites (francés), patatzak /frietzak/fritzak (neerlandés/flamenco) o Frittentüte (alemán), un cucurucho de cartón blanco, luego envuelto en papel, con una cucharada de salsa (a menudo mayonesa) por encima.
En Francia y otros países francófonos, las papas fritas se denominan formalmente pommes de terre frites, pero más comúnmente pommes frites, patates frites, o simplemente frites. Las palabras aiguillettes ("agujas") o allumettes ("cerillas", papas paja) se utilizan cuando las papas fritas son muy pequeñas y finas. Una historia de origen muy extendida sostiene que las papas fritas fueron inventadas por vendedores ambulantes en el puente Pont Neuf de París en 1789, justo antes del estallido de la Revolución Francesa. Sin embargo, existe una referencia en Francia de 1775 a "unos trozos de papa frita" y a "papas fritas". Antoine-Augustin Parmentier promovió en Francia el consumo de papas como sustento, pero no mencionó las papas fritas en particular. Una nota en un manuscrito de puño y letra del presidente estadounidense Thomas Jefferson (hacia 1801-1809) menciona en francés: "Pommes de terre frites à cru, en petites tranches" ("Papas fritas en crudo, en pequeñas rodajas"). Es casi seguro que la receta procede de su cocinero francés Honoré Julien.

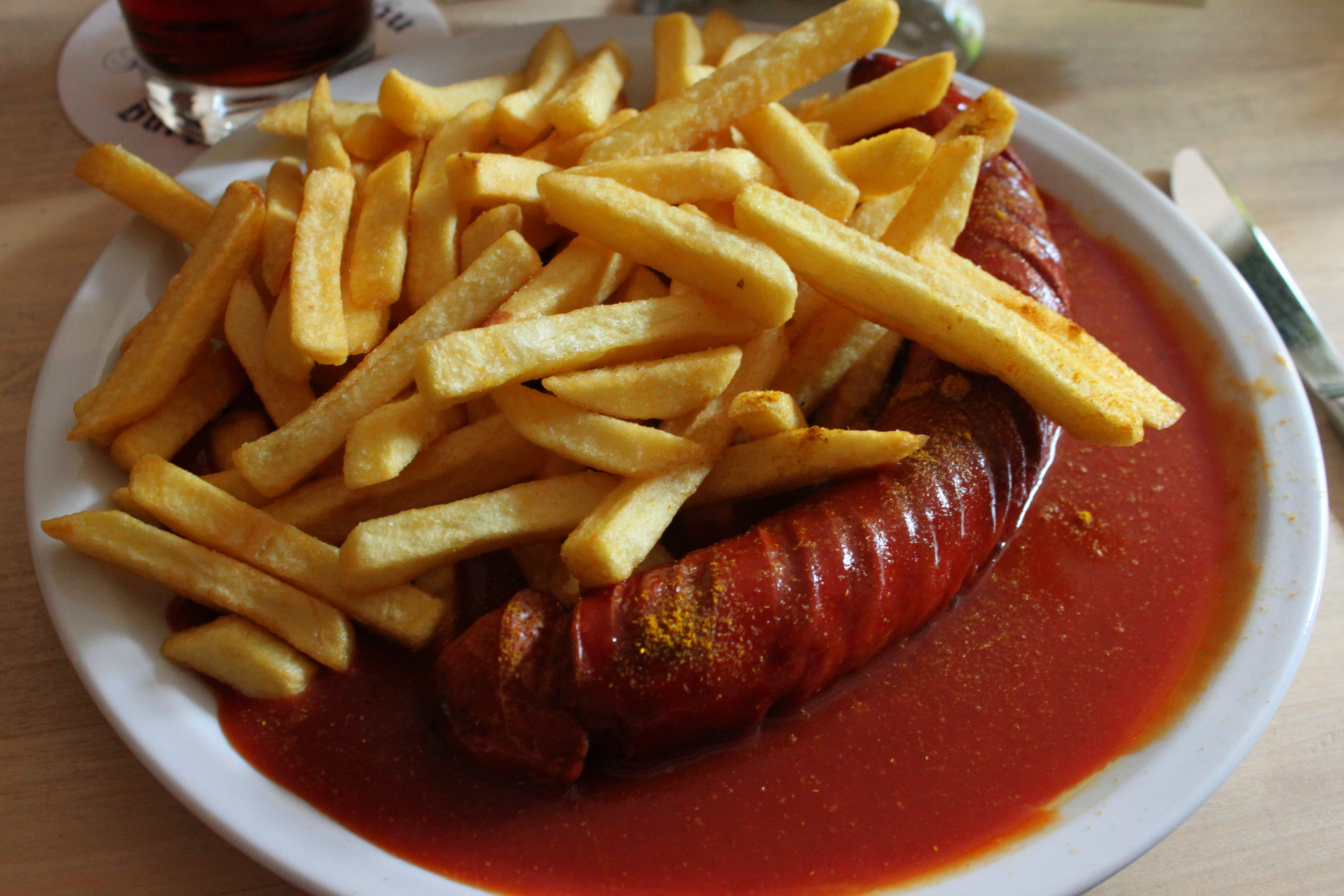
Salchichas picantes currywurst y patatas fritas, Alemania

Las papas fritas emigraron a los países de habla alemana durante el siglo XIX. En Alemania, se conocen como pommes frites, Pommes o Fritten (derivadas de las palabras francesas, pero pronunciadas como palabras alemanas). Se suelen servir con ketchup o mayonesa, y son populares como guarnición en restaurantes o como aperitivo callejero comprado en un Imbissstand (puesto de aperitivos). Desde la década de 1950, la currywurst se ha convertido en un plato muy popular que suele servirse con patatas fritas. 

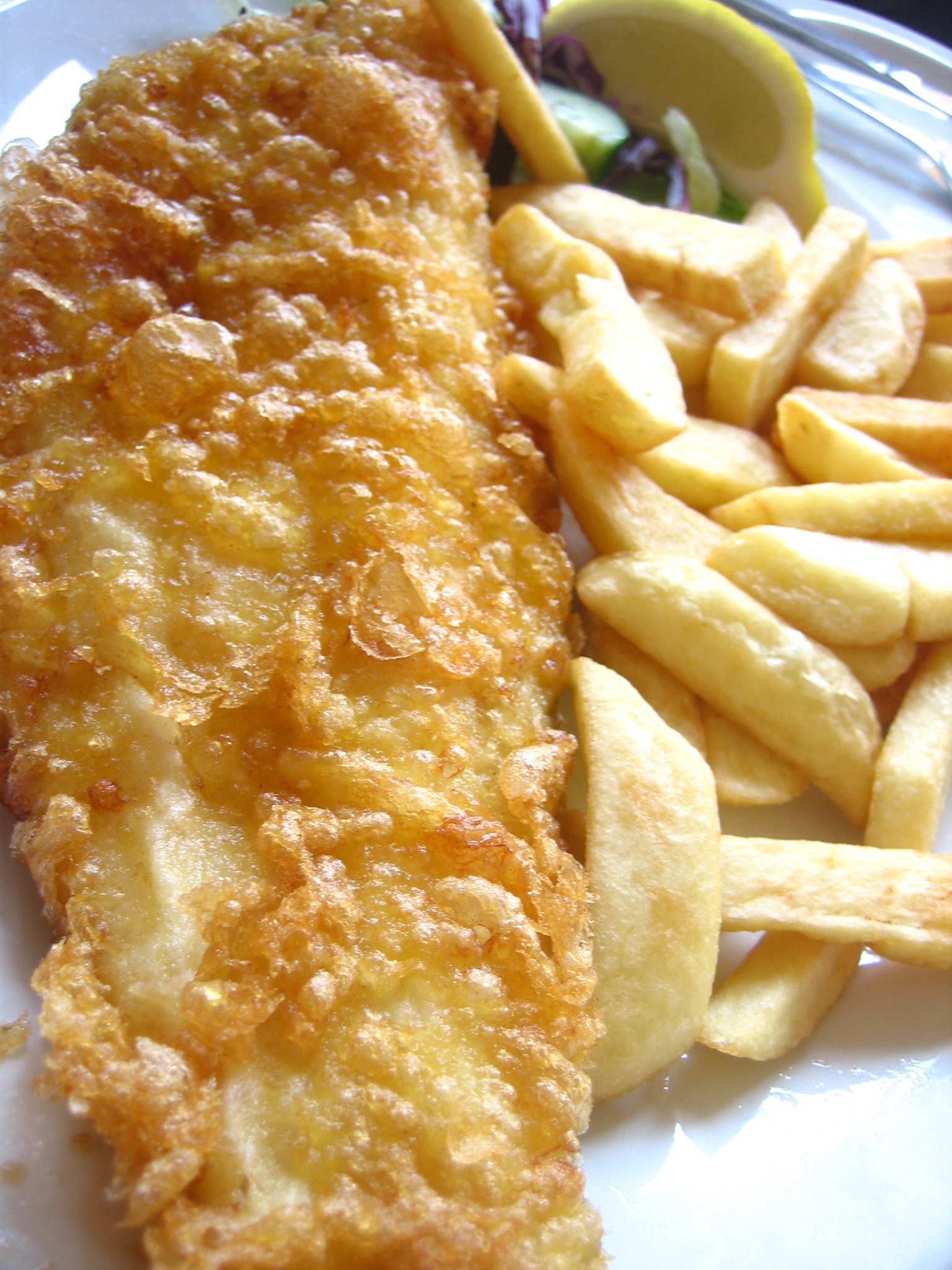
Fish and chips, pescado y patatas fritas

Las papas fritas estándar en el Reino Unido se llaman chips y se cortan en trozos de entre 10 y 15 mm (0,39 y 0,59 pulgadas) de ancho. En ocasiones se elaboran con papas sin pelar (que muestran la piel). Las chips británicas no son lo mismo que las papas fritas (término estadounidense); éstas se llaman "crisps" en el Reino Unido y algunos otros países. En el Reino Unido, las papas fritas forman parte del popular, y ahora internacional, plato de comida rápida fish and chips. En el Reino Unido, el nombre "chips" es correcto tanto para el corte grueso como para el fino, generalmente se cocinan una sola vez y a una temperatura más baja. A partir de 1813, aparecen recetas de papas cortadas fritas en libros de cocina populares. A finales de la década de 1850, al menos un libro de cocina hace referencia a las "papas fritas francesas" (French fried potatoes).
Las primeras papas fritas comercializadas en el Reino Unido las vendió la señora "Granny" Duce en la conurbación de Yorkshire en 1854. Una placa azul en Oldham señala el origen de la tienda de pescado y papas fritas y, por tanto, el comienzo de la industria de la comida rápida en Gran Bretaña. En Escocia, las papas fritas se vendieron por primera vez en Dundee: "en la década de 1870, esa gloria de la gastronomía británica -las papas fritas- fue vendida por primera vez por el inmigrante belga Edward De Gernier en el Greenmarket de la ciudad". En Irlanda, la primera tienda de papas fritas fue "abierta por Giuseppe Cervi", un inmigrante italiano, "que llegó allí en la década de 1880".  En 2011 se estimó que en el Reino Unido el 80% de los hogares compraba papas fritas congeladas cada año. Aunque las papas fritas eran un plato popular en la mayoría de los países de la Commonwealth, las papas fritas de "estilo fino" se han popularizado en todo el mundo en gran parte gracias a las grandes cadenas de comida rápida estadounidenses como McDonald's y Burger King.
En Estados Unidos, se atribuye a J. R. Simplot Company el éxito de la comercialización de papas fritas congeladas en la década de 1940. Posteriormente, en 1967, Ray Kroc, de McDonald's, contrató a la empresa Simplot para que les suministrara papas fritas congeladas, en sustitución de las papas recién cortadas. En 2004, el 29% de la cosecha de las papas de Estados Unidos se destinó a la fabricación de papas fritas congeladas; el 90% se consumió en el sector de los servicios alimentarios y el 10% en el comercio minorista. Estados Unidos también es conocido por suministrar a China la mayor parte de sus papas fritas, ya que el 70% de las papas fritas chinas son importadas. Desde los años sesenta existen papas fritas precocinadas, que se fríen previamente (o a veces se hornean), se congelan y se introducen en una bolsa de plástico sellada. Algunas cadenas de comida rápida sumergen las papas en una solución azucarada o un rebozado de almidón para alterar su aspecto o textura. Las papas fritas son uno de los platos más populares en Estados Unidos, y suelen servirse como guarnición de platos principales y en restaurantes de comida rápida. El estadounidense medio come unos 14 kg de papas fritas al año.

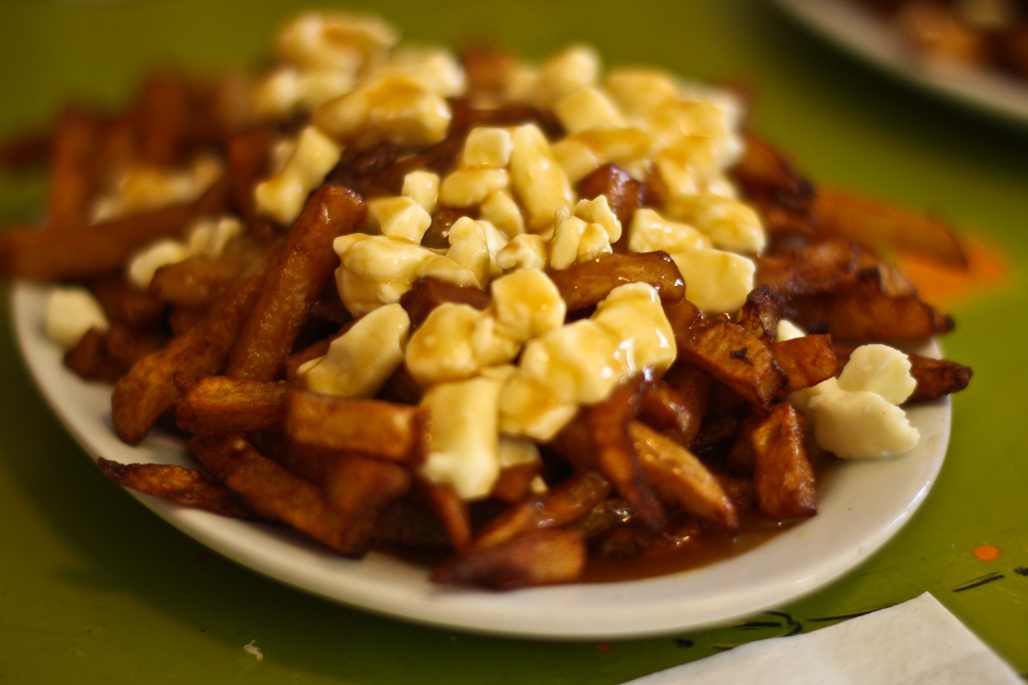
Un plato popular quebequés es la poutine, como ésta del restaurante La Banquise de Montreal. Se prepara con patatas fritas, requesón y salsa, tradicionalmente Gravy

La ciudad de Florenceville-Bristol (Nuevo Brunswick, Canadá), sede de McCain Foods, se autodenomina "la capital mundial de las papas fritas" y alberga un museo sobre la papa llamado Potato World (Mundo de la papa). McCain Foods es el mayor fabricante mundial de papas fritas congeladas y otras especialidades de papa.
Las papas fritas son el ingrediente principal del plato quebequés conocido como poutine, un plato consistente en papas fritas cubiertas de cuajada de queso y salsa marrón. La poutine tiene un número creciente de variantes, pero en general se considera que se desarrolló en las zonas rurales de Quebec en algún momento de la década de 1950, aunque el lugar exacto de la provincia donde apareció por primera vez es objeto de controversia. Canadá también suministra el 22% de las patatas fritas de China.
En España, además de las papas fritas en forma de barritas hay otra forma común, con cortes irregulares más grandes, son las patatas bravas. Las papas se cortan en trozos grandes, se hierven parcialmente y luego se fríen. Suelen condimentarse con una salsa de tomate picante, aunque también se suelen condimentar en la zona de la Comunidad valenciana con una salsa de ajo y aceite, y pimentón en polvo. 
Las papas fritas son un acompañamiento habitual en la cocina latinoamericana o parte de preparaciones más grandes, como las salchipapas en Perú, Colombia, Bolivia o la chorrillana en Chile.
Aunque comer papas fritas crujientes "normales" es habitual en Sudáfrica, una de las favoritas de la región, sobre todo en Ciudad del Cabo, es una versión blanda y empapada en vinagre blanco llamada "slap-chips" (pronunciado "slup-chips" en inglés o "slaptjips" en afrikáans). Estas papas fritas suelen ser más gruesas y se fríen a baja temperatura durante más tiempo que las papas fritas tradicionales. Las papas fritas slap-chips son un componente importante del sándwich Gatsby, también un manjar común en Ciudad del Cabo. Las papas fritas slap-chips también se suelen servir con pescado frito, que también se sirve con el mismo vinagre blanco.
Las papas fritas (フライドポテト, Furaido poteto) son un acompañamiento habitual de la comida rápida en Japón. Inspiradas en la cocina japonesa, las papas fritas okonomiyaki se sirven con un topping de salsa unagi, mayonesa, katsuobushi, condimento nori (furikake) y repollo salteado.

## Salud y nutrición
Las papas fritas aportan una media de 380-400 calorías por 100 gramos, dependiendo de su tamaño (por la absorción de aceite). Una porción de papas fritas contiene 22 gramos de grasa y 57 gramos de hidratos de carbono. Una porción promedio de papas fritas asciende a los 200 gramos, aportando 760 calorías.

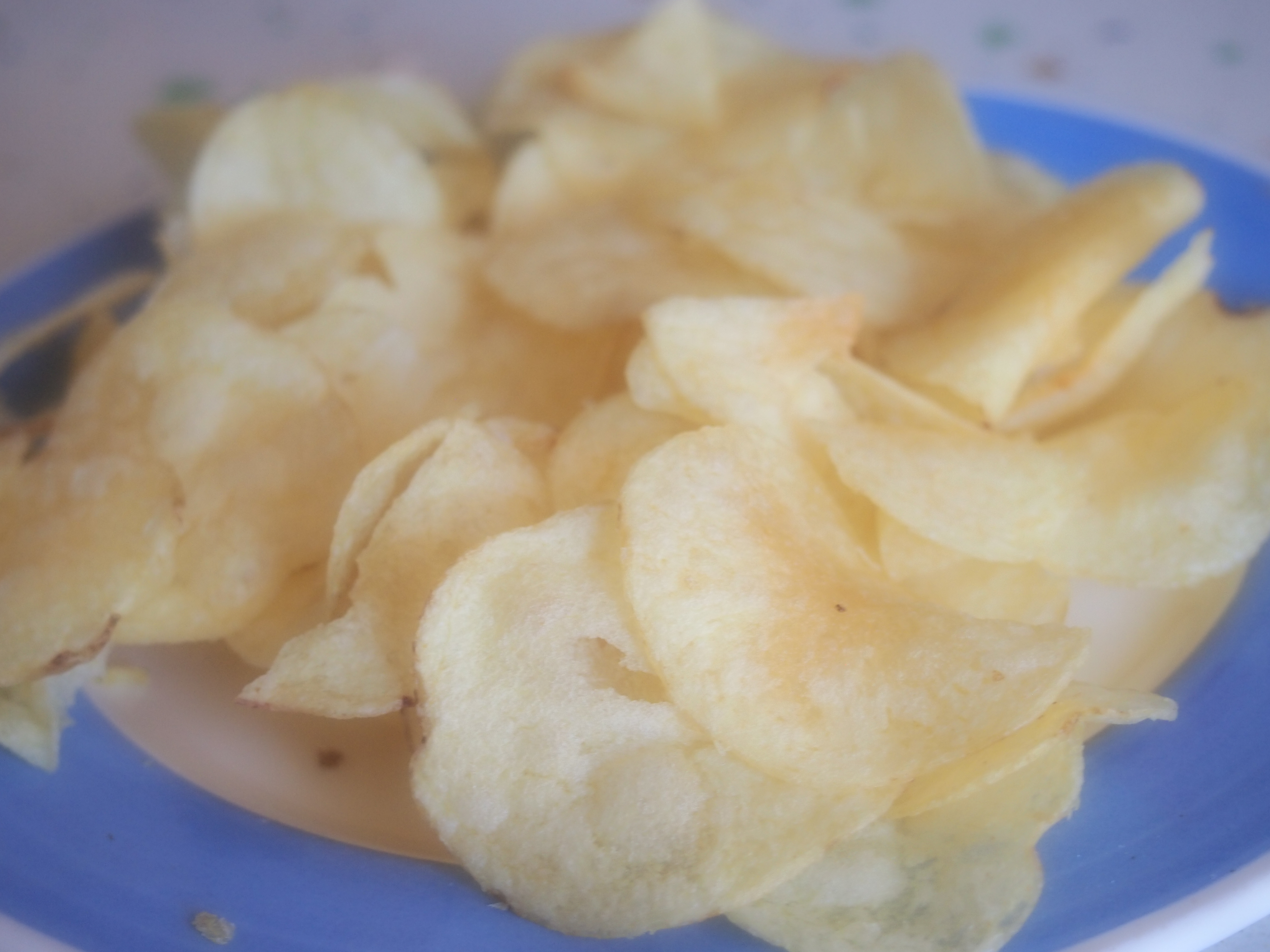
Papas fritas en bolsas
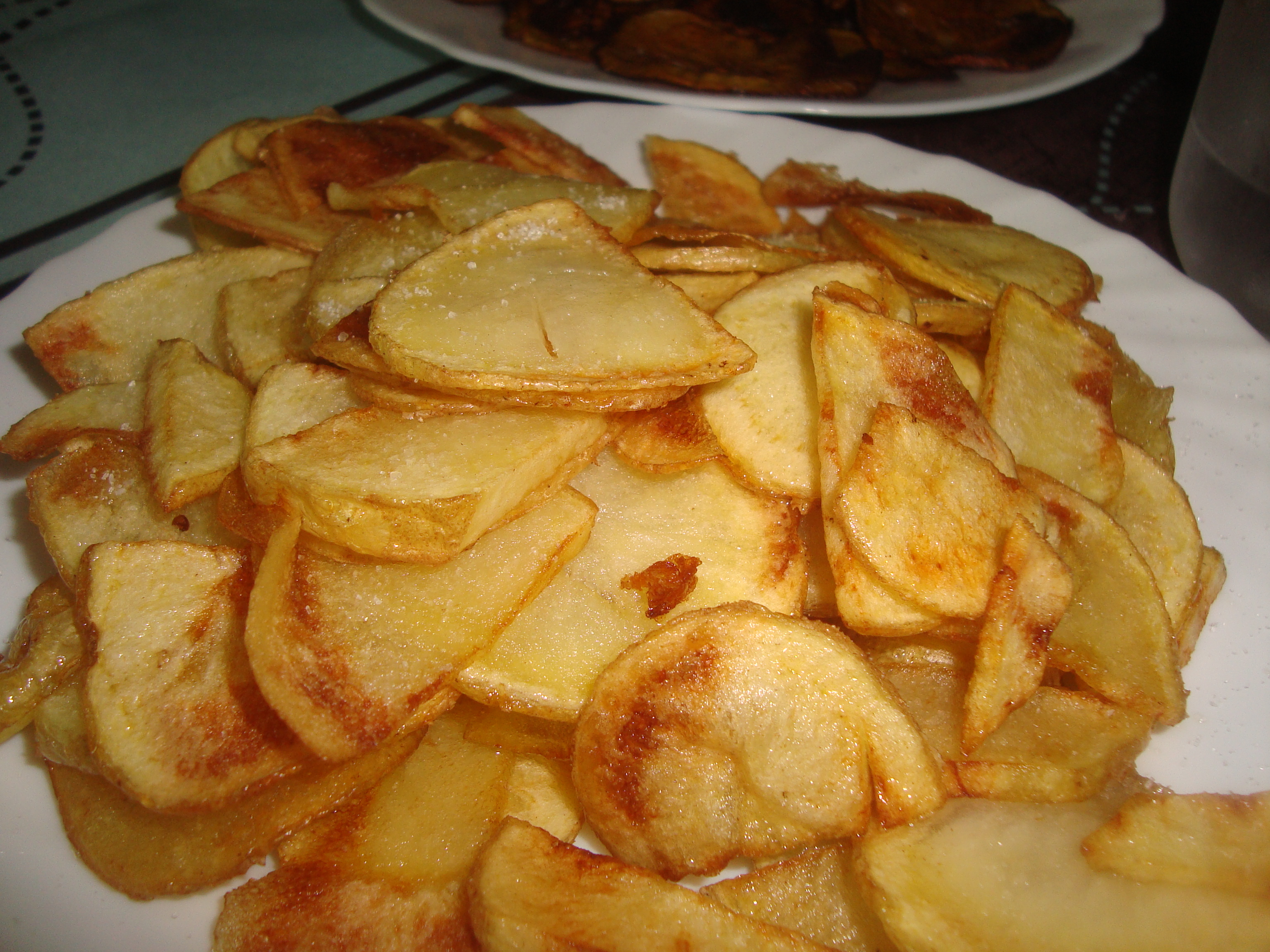
Papas fritas nuevas

Por otra parte, 100 gramos de papas fritas hechas con aire caliente y una sola cucharada de aceite (18 gramos) por cada 800 g de papas tienen un poco más de 500 calorías (88 calorías de 800 gramos de papa más 28 calorías de 8 gramos de aceite).

### Propiedades adictivas
Según científicos alemanes que estudiaron el patrón de actividad que desencadena este alimento en el cerebro en ratas de laboratorio, el consumo de papas fritas resulta irresistible no solo por su contenido en grasa y carbohidratos, sino también por una mayor activación de regiones del cerebro relacionadas con el sistema de recompensa, la ingesta de comida, el sueño y las áreas motoras. Se desconoce que sustancia es la que provoca tal respuesta.

## Preparación

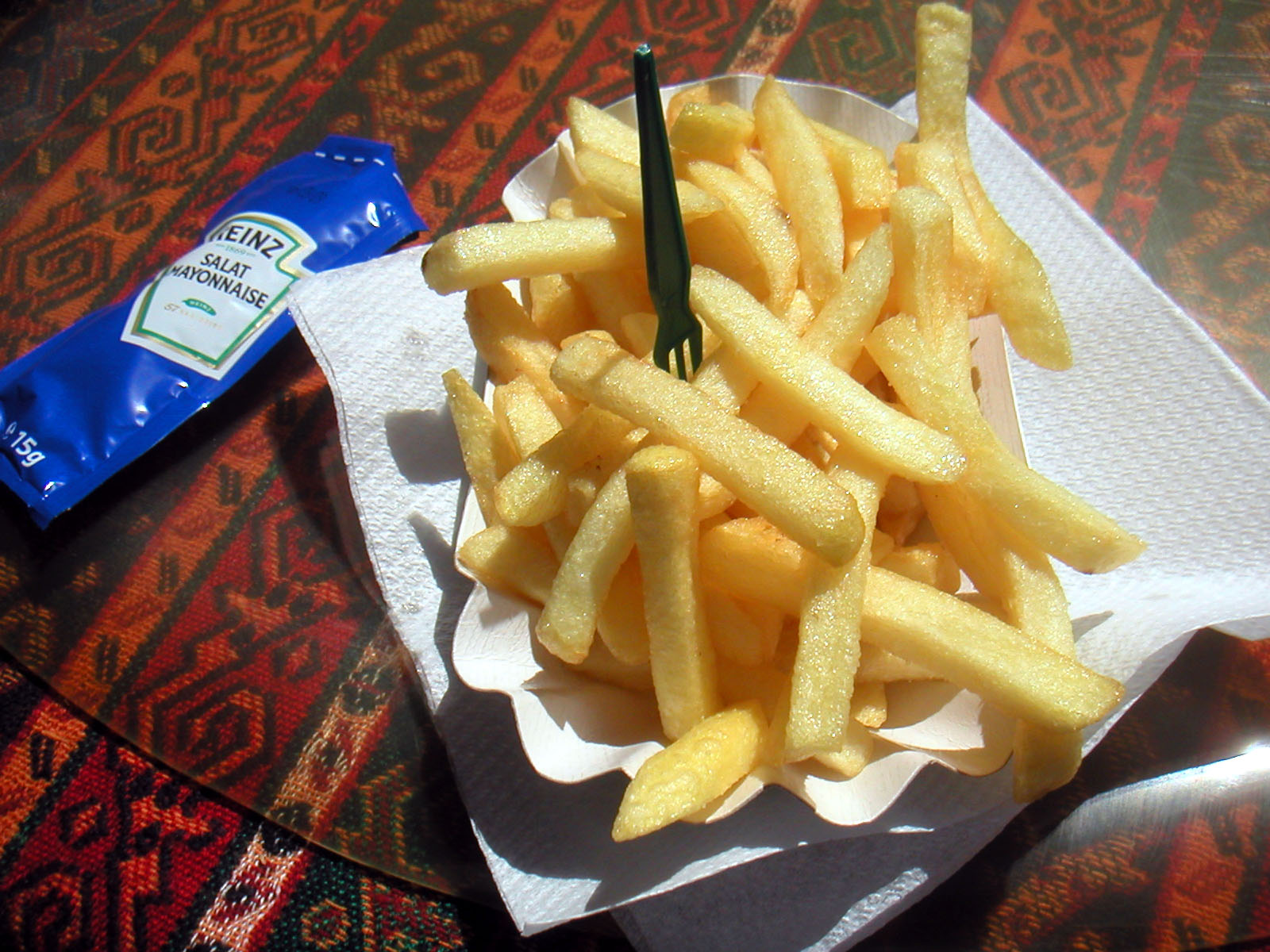
Pommes frites con un sobre de mayonesa

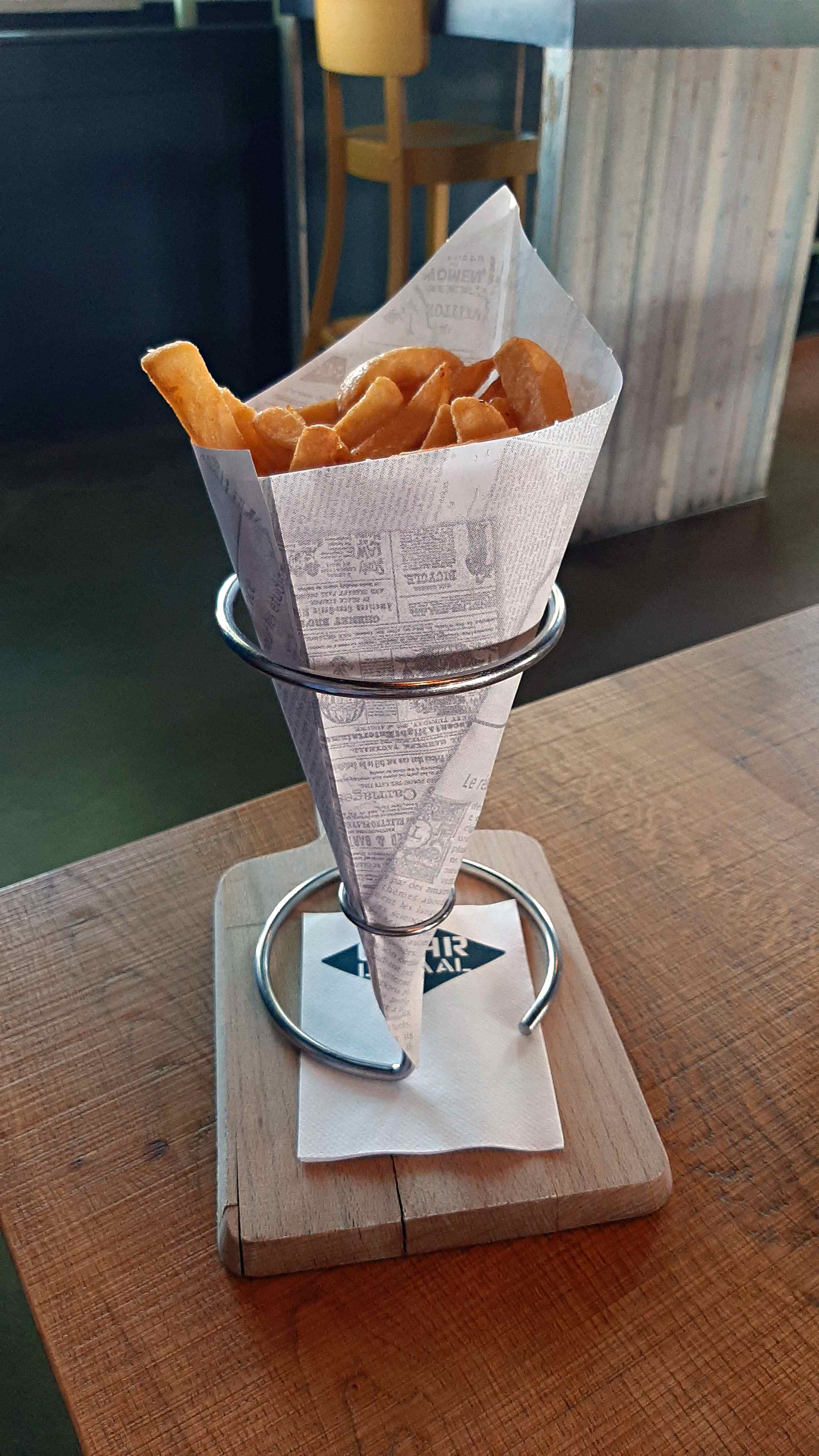
Como tentempié en un restaurante neerlandés

El método estándar para cocinar papas fritas es la fritura profunda, que las sumerge en grasa caliente, hoy en día más comúnmente aceite. Las freidoras al vacío producen patatas fritas con menor contenido de aceite, manteniendo su color y textura.
Las papas se preparan cortándolas primero (peladas o sin pelar) en tiras uniformes, que luego se limpian o se remojan en agua fría para eliminar el almidón superficial, y se secan a fondo. A continuación pueden freírse en una o dos fases. Los cocineros suelen estar de acuerdo en que la técnica de dos baños produce mejores resultados. Las papas recién desenterradas pueden tener un contenido de agua demasiado alto, lo que da lugar a papas fritas empapadas, por lo que se prefieren las que han estado almacenadas durante un tiempo.
En el método de dos fases o dos baños, el primer baño, a veces llamado escaldado, se realiza en grasa caliente (alrededor de 160 °C/320 °F) para cocer las papas. A continuación, se fríen brevemente en grasa muy caliente (190 °C/375 °F) para que el exterior quede crujiente. A continuación, se colocan en un escurridor o en un paño para escurrirlas y se sirven. Los tiempos exactos de los dos baños dependen del tamaño de las papas fritas. Por ejemplo, para tiras de 2-3 mm, el primer baño dura unos 3 minutos, y el segundo, sólo unos segundos.
Desde la década de 1960, la mayoría de las papas fritas en EE. UU. se producen a partir de papas Russet congeladas que han sido escaldadas o, al menos, secadas al aire industrialmente.  La grasa habitual para hacer papas fritas es el aceite vegetal. En el pasado, se recomendaba el sebo de vacuno como grasa superior, con la manteca vegetal como alternativa. McDonald's utilizó una mezcla de 93% de sebo de vacuno y 7% de aceite de semilla de algodón hasta 1990, cuando cambió a aceite vegetal con aromatizante con sabor a vacuno. La grasa de caballo era habitual en el norte de Francia y Bélgica hasta hace poco, y algunos chefs la recomiendan.